# 永吉里 (鶯歌區)
永吉里位於臺灣新北市鶯歌區，因行政區劃拆分，從原本的永昌里拆分一小塊而成今日的永吉里。該里北接鳳祥里與鳳鳴里，東鄰大湖里，南邊則跟永昌里及尖山里接壤，西邊則是桃園市八德區。該里地形主要為台地，位於桃園台地東南緣，中間鶯歌永吉公園則呈現河谷地形。

## 歷史
在日治時期，本區應隸屬於鶯歌街大湖大字。
傳統上，永吉里內已有曾厝、詹厝、崁腳以及番仔柯等聚落。
但是，隨著時間推移，這些聚落人口開始減少。
不過，反倒是鶯桃路沿線，因為工廠的設立，使得沿線有越來越多居民，所以形成今日的情形。
永吉里原為永昌里的一部份，直至1983年配合行政區劃調整，由永昌里劃出正式成立永吉里，第一字保留「永」代表其原為永昌里的一部份，第二字「吉」則取自吉祥話語。2010年，配合五都改制，臺北縣改制為新北市，永吉里從原先的鶯歌鎮改隸於鶯歌區。

## 地理

### 位置
本里位於鶯歌區西北方，屬於鳳鳴次分區，北鄰鳳祥里及鳳鳴里、東鄰中湖里、南鄰永昌里及尖山里，西鄰桃園市八德區大發里及大安里。

### 地形
本里全境屬台地地形，位於桃園台地東南緣，高度約為100公尺，東緣有10~20公尺之台地崖，與尖山里、永昌里及中湖里相接。此崖恰也正與縱貫線鐵路線型相同，同樣也有市道110號下切此崖通至永昌里，還有中山高架橋以高架型式跨過縱貫線通至中山路以及西湖街。北緣有5~10公尺之台地崖，與鳳祥里及鳳鳴里相接，據推測與桃園台地之特徵和新莊斷層有關。

### 水文
本里原有多處埤塘，皆為先民為了取水灌溉而挖掘的，一處為鶯歌永吉公園旁的大樓以及停車場(有兩池,現已填平)，另一處為與桃園市八德區大發里交界處。目前只剩市界處的埤塘尚未被填平。另外，本里有一條大排，大致從永吉國小附近的工廠經鶯歌永吉公園及縱貫縣下的涵洞，最後流至鶯歌溪。

### 氣候
本里氣候屬於副熱帶濕潤氣候，全年有雨。年均溫約為攝氏22.4度，各月均溫皆介於攝氏15至29度之間，最熱月份為7月的攝氏28.9度，最冷月份為1月的攝氏15.4度。年平均降雨量約為2,250毫米，並主要集中於夏季，各月平均降雨量介於87至295毫米之間，雨量最多為6月的294.7毫米，最少為11月的87.1毫米。

## 交通

### 軌道運輸
新北捷運
- 三鶯線（興建中）：永吉公園站

### 公路
- 市道110號：連結桃園市桃園區與新北市三峽區
  - 鶯桃路
- 市道114號：連結桃園市八德區與新北市樹林區
  - 八德路

### 主要道路
- 鶯桃路：是永吉里內最熱鬧的區段。從鐵路涵洞算起，向東北後上坡，後與中山高架橋連接處向西北轉後到永吉公園站附近之三叉路口結束，這裡正是永吉里與鳳鳴里和鳳祥里交接處。鶯桃路終點即為桃鶯路的起點。
  - 鶯桃路206巷
  - 鶯桃路209巷
  - 鶯桃路242巷
  - 鶯桃路268巷
  - 鶯桃路285巷
  - 鶯桃路295巷
  - 鶯桃路296巷
  - 鶯桃路299巷

- 德昌街/德昌二街：從與鶯桃路連接之三叉路口算起，途經永吉國小，最後匯進八德路。
  - 德昌街140巷
  - 德昌街197巷
  - 德昌二街70巷

- 福昌街
  - 福昌街7巷
  - 福昌街19巷
  - 福昌街29巷
  - 福昌街31巷

- 永吉街
  - 永吉街7巷
  - 永吉街9巷
  - 永吉街11巷
  - 永吉街17巷
  - 永吉街27巷
  - 永吉街46巷
  - 永吉街47巷
  - 永吉街59巷
  - 永吉街73巷

### 客運
- 臺北客運：
  - 台北客運981公車：鳳鳴國中－鶯歌火車站－三峽北大社區

- 桃園客運
  - 三峽站－桃園（桃園後火車站）(5005)：三峽中山路－陶瓷博物館－鶯歌火車站－鶯歌（經尖山）－鶯桃路－桃園車站
  - 鶯歌車站－大溪站(303)：鶯歌車站－永吉公園－八德埤塘生態公園－頂埔－大溪站

- 新北市免費社區巴士
  - 鳳吉理想線(F656)
  - 鳳鳴長庚線(F657)

### 公車站牌
- 永吉公園：981、265、303、F656
- 永吉街口：981、265、303、F656
- 永吉國小：303、F656(回程)

### Youbike
- 永吉國小：Youbike1.0
- 永吉公園：Youbike2.0(預計2022年裝設)

## 文教

### 景點
- 鶯歌永吉公園

### 學校
- 新北市鶯歌區永吉國民小學

### 公廟
- 永福宮

## 外部連結
- 新北市鶯歌區永吉里網頁 （页面存档备份，存于）
- 鶯歌傳統地名 （页面存档备份，存于）